# Wilhelm Busch (pastor)
Wilhelm Busch (ur. 27 kwietnia 1897 w Elberfeldzie (obecnie część Wuppertalu), zm. 20 czerwca 1966 w Sassnitz) – niemiecki pastor luterański, ewangelista, wiodący przedstawiciel ruchu pietystycznego i ewangelikalnego w Niemczech, autor literatury religijnej.

## Życiorys
Był synem pastora również Wilhelma Buscha i Joanny Busch z domu Kullen. Uczestniczył w I wojnie światowej jako oficer. Po demobilizacji studiował teologię ewangelicką na Uniwersytecie w Tybindze. Następnie odbywał wikariat w Gellershagen koło Bielefeld. Był kaznodzieją w Bielefeld, a od 1924 pastorem w Essen. Tam też był w latach 1929–1962 duszpasterzem młodzieżowym. W okresie III Rzeszy działał jako członek opozycyjnego wobec nazizmu Kościoła Wyznającego. Jego bezkompromisowa względem władz państwowych postawa, wyrażana podczas publicznych kazań, ściągnęła na niego szykany Gestapo. W tym czasie był wielokrotnie więziony. W 1962 przeszedł na emeryturę. Napisał wiele pozycji literatury pobożnościowej przetłumaczonej na dziesiątki języków obcych.
W języku polskim ukazały się książki Jezus naszym przeznaczeniem (1990) oraz 365 razy On (2014).